# Leuchtturm von Botafoc

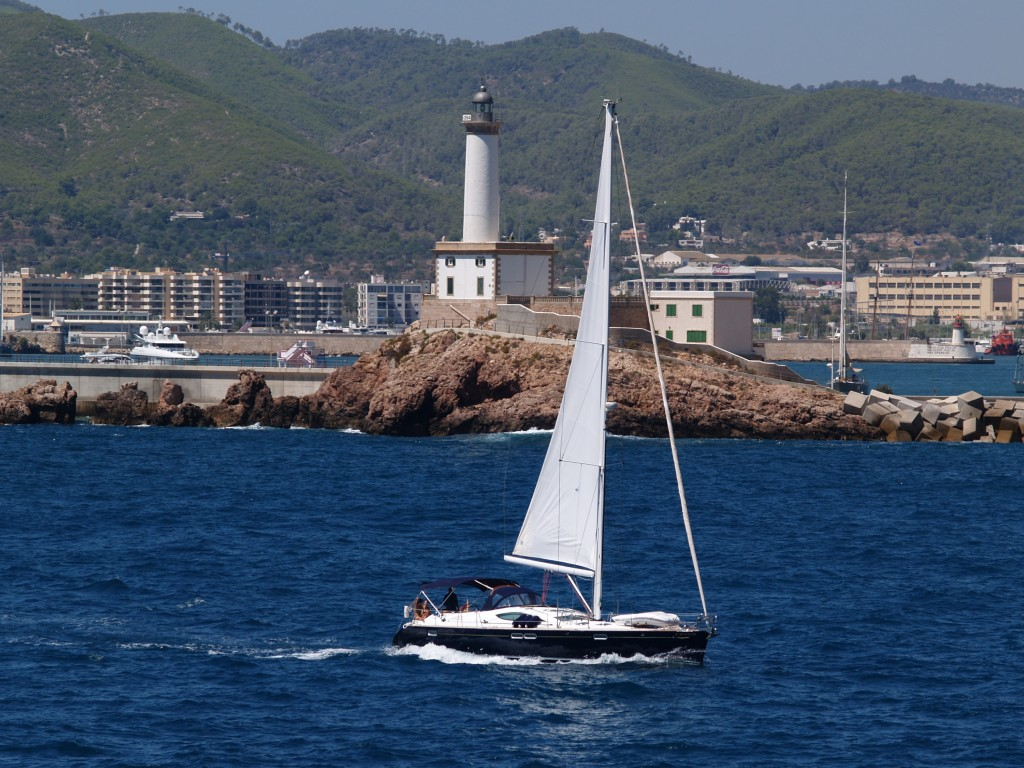
Leuchtturm von See, 2006

Der Leuchtturm von Botafoc (spanisch Faro de Botafoc) ist ein aktives, der Schifffahrt als Navigationsfestpunkt, Landmarke und Wegweiser dienendes Seezeichen auf der Insel Botafoc, an der Ostseite der Einfahrt zum Hafen von Ibiza.

## Geschichte
Der Leuchtturm wurde 1859–1861 vom spanischen Ingenieur und Baumeister Emili Pou y Bonet geplant und geleitet.
Am 18. Oktober 1859 begannen die Arbeiten, die an den Bauunternehmer D. Andrés Roses vergeben wurden. Ursprünglich hatte er eine Optik der 6º-Ordnung vom Leuchtturm Penjats-Ahorcados und weißes Dauerlicht. Er wurde am 30. November 1861 eröffnet. Er hat die Besonderheit, einer der wenigen Leuchttürme zu sein, die die Wohnhäuser der Leuchtturmwärter von Anfang an auf zwei Stockwerke verteilten, da der Bauplatz knapp war.
1883 wurde die Öllampe durch eine Petroleumlampe ersetzt. Der Turm wurde 1910 erhöht, wobei die Laterne und der Turm durch die aktuellen ersetzt wurden. Die einfache Laterne mit flachen Gläsern und einem achteckigen Grundriss wurde durch eine neuere mit geschliffenen Linsen und vertikalen Pfosten ersetzt. Eine neue französische Dauerlicht-Optik 4º-Ordnung der Firma BBT (Frédéric D. Barbier (1834–1912), Joseph Bénard (1865–1944) und Paul Turenne (1869–1944), seit 1901) mit Sichtschirmen wurde ebenfalls eingebaut, um alle 20 Sekunden einen Lichtstrahl außerhalb der Verdeckungen zu erzeugen. Er war einer der ersten Leuchttürme, die 1918 elektrifiziert wurden, zusammen mit den Leuchttürmen Punta de Sa Creu, Ciutadella und Mahón. 1970 wurde er umfangreich modernisiert und eine neue Beleuchtungsanlage wurde installiert. Außerdem wurde eine Nebelhorn, die mit einem Gesamtintervall von 10 Sekunden 2-Sekunden-Töne bei einer Reichweite von 3 Meilen abgibt, installiert.

## Eigenschaften
Das Leuchtfeuer zeigt als Kennung je nach Sichtbereich weiß oder rot und wird in einem Gesamtzyklus von 7 Sekunden für 2 Sekunden ausgeblendet. Die nominelle Nachtreichweite für beide Arten von Licht beträgt 14 Seemeilen.
Im Leuchtfeuerverzeichnis Mittelmeer ist es unter der Nummer E-0264 verzeichnet.